# 牛奶罐樂團
MILKCAN（中文名稱：牛奶罐），台灣樂團，2005年成立於台中。

## 現任團員
主唱/牛奶    吉他/睏寶    吉他 /可倫    鼓/大發

## 經歷

### 2005年
- 牛奶罐2005年最初的團員為主唱/牛奶(劉丞斌)，吉他手/小綠(林詠傑)，鼓手/小馬(黃啟棠)，貝斯手/大頭(翁偉城)，在弘光科技大學熱音社練團室開始練團，不久後得到第一場演出機會，弘光社團成果發表會，當天只有演唱兩首歌，一首《自然的生活》，另一首《遠方的女孩》，遠方的女孩與後來的版本不太一樣。
- 第一場表演結束之後，陸續接到演出機會，或幫一些無法表演的樂團演出。

### 2006年
- 參與澎湖國際花火節
- 隨著吉他手小綠的入伍還有團員之間想達到的目標不同而協議解散（在澎湖日立大飯店，澎湖花火節演出後當晚）
- 06年墾丁春吶，牛奶認識了吉他手阿耀，坐在南灣聊樂團，當下就決定著手經營第二代的牛奶罐。後來陸續加入鼓手「橘子」和貝斯手「阿橘」。開始練團，表演，南北奔波，在第九屆的Yamaha熱音賽中拿到分區優勝。 最狂熱的時期，橘子接到兵單，隨後離團，緊接著前四小孩樂團鼓手「阿和」 加入。前Watch out樂團吉他手「可倫」也在不久後加入。

### 2007年
- 正式成為五人樂團，並繼續錄製完成一半的[OPEN ME] EP。
- 發行第一張EP[OPEN ME]。
- 宣傳期間包括25場的表演，2次的電視電台宣傳，1支獨立製作MV-遠方的女孩。
- 與中子文化簽約發行[台客搖滾數位合輯]。
- 參與第八屆貢寮國際海洋音樂祭。
- 參與搖滾台中音樂節。
- 吉他手可倫入伍當兵。
- 貝斯手阿橘離團。
- 貝斯手ALLEN加入。

### 2008年
- 阿和、ALLEN、牛奶、睏寶陸續當兵。

### 2009年
- 年末牛奶罐全員退伍。

### 2010年
- 參與第十一屆貢寮國際海洋音樂祭。
- 參與搖滾台中音樂節。

### 2011年
- 牛奶將團長一職交棒給可倫。
- 參與客串台中行銷城市電影「愛在山海花都」。
- 開始計劃發行第二張作品，並進入歆動音樂錄音室。

### 2012年
- 與華納音樂簽約數位發行。
- 牛奶、可倫、阿耀與華納音樂簽約音樂創作人。
- 三月21發行第二張EP[勇敢地球人]，開始於中部大千、全國、台中、Hit fm廣播電台宣傳。
- 五月5日舉辦第一場演唱會[勇敢地球人]（台灣台中）。
- 參與第十三屆貢寮國際海洋音樂祭。
- 參與搖滾台中音樂節。

### 2013年
- 參與墾丁春天吶喊。
- 參與反核音樂會。
- 拍攝城市心跳聲MV。
- 牛奶拍攝台中市勞工局工安宣導微電影，幸福職場三部曲-快樂秘方（主角/小健）。

### 2014年
- 參與搖滾台中音樂節。
- 參與反核音樂會。

### 2015年
- 參與墾丁春天吶喊。

## 歷年成員
- 莊文璿（大發）─鼓（2016－）
- 李宇平（宇平）─貝斯（2014－2015）
- 袁倫智（Allen）─貝斯（2008－2014）
- 邱可倫（可倫）─吉他（2007－）
- 劉明和（阿和）─鼓（2007－2016）
- 郭秉昇（阿橘）─貝斯（2006－2007）
- 吳承洋（橘子）─鼓（2006－2007）
- 曾恩耀（阿耀、睏寶）─吉他、貝斯（2006－）
- 翁偉城（大頭）─貝斯（2005－2006）
- 黃啟棠（小馬）─鼓（2005－2006）
- 林詠傑（小綠）─吉他（2005－2006）
- 劉丞斌（牛奶）─主唱、吉他（2005－）

## 音樂作品
- 2007年獨立發行第一張實體EP《OPEN ME》[1]（收錄：1.紅蘋果 2.火星 3.遠方的女孩 ）發行廠牌/ROC STEADY CO 搖滾開跑音樂。
- 2007台客搖滾數位合輯（收錄：紅蘋果）。
- 2008年入伍當兵前於網路發表單曲《再見》[2]
- 2012年發行第二張實體EP“勇敢地球人”（收錄：1.開花 2.勇敢地球人 3.再見 ）。數位發行/華納音樂，實體發行/想玩音樂。
- 2013年拍攝《城市心跳聲》[3]MV（黑傑克數位影像）。
- 2017年預計發行第三張作品。

## 外部連結
- FACEBOOK 牛奶罐樂團
- INDIE VOX 牛奶罐demo試聽
- 歌詞帝國-牛奶罐歌詞[永久]